# Pauluskathedraal (Gatsjina)
De Kathedraal van de Apostel Paulus (Russisch: Собор Святого Апостола Павла) is een Russisch-orthodoxe kathedraal in Gatsjina bij Sint-Petersburg.

## Geschiedenis
Sinds 1840 noopte de snelle bevolkingsgroei van de stad tot het bouwen van een grotere kerk. De kerk werd gebouwd tussen 1846-1852 door de architecten Roman Ivanovitsj Koezmin en Constantin Thon. Nicolaas I zocht zelf de locatie uit voor de te bouwen kathedraal. Op 17 oktober 1846 werd de eerste steen gezegend. De wijding van de nieuwe kathedraal vond plaats op 29 juni 1852 in het bijzijn van grootvorst Constantijn. In 1891 werd een parochiale jongens- en meisjesschool toegevoegd aan de kathedraal. De kerk werd in 1915 gerestaureerd en in 1920 kreeg de kerk een verwarmde winterkerk.

## Sovjetperiode
Na de oktoberrevolutie nam vanaf 1923 de Levende Kerk het gebouw in gebruik, maar uiteindelijk moest de kerk in 1938 de deuren sluiten. Alle priesters van de kathedraal werden gearresteerd en gevangengezet. Tijdens de Duitse bezetting werd de kerk in de herfst van 1941 heropend. Na de beëindiging van de bezetting bleef de kerk geopend. De benedenkerk werd gerenoveerd en een nieuwe iconostase werd in 1948 ingewijd terwijl de oude iconostase van de bovenkerk, die een parochiaan wist te redden en te behouden, haar plaats hervond. In 1977 werd de kathedraal ter gelegenheid van haar 175e verjaardag gerestaureerd. Het betreft een van de zeldzame kerken uit de omgeving met een grotendeels behouden interieur.